# Madame de Montespan
Françoise de Rochechouart, markýza de Montespan (též paní Montespanová či francouzsky Madame de Montespan, 5. října 1640, zámek Lussac-les-Châteaux – 26. května 1707, Bourbon-l'Archambault) byla francouzská šlechtična a jedna z oficiálních milenek francouzského krále Ludvíka XIV.
Françoise (Františka; později se nechala jmenovat také Athénaïs) se narodila jako dcera vévody de Mortemart a jeho manželky Diany de Grandseigne. Vzdělání získala v klášteře v Saintes. V roce 1658, po ukončení studia, opustila klášter se jménem Mademoiselle de Tonnay-Charente. O něco později, po příchodu na francouzský dvůr, byla dívka přijata do služeb Henrietty Anny, vévodkyně orleánské, švagrové krále Ludvíka XIV., díky přímluvě královny matky Anny Rakouské.

## Manželství a děti
Françoise se v únoru roku 1663 provdala za Louise Henriho de Pardaillan, markýze z Montespanu a Antinu (1640–1691). Z manželství vzešly dvě děti:
- Marie Christina de Pardaillan (1663–1675)
- Louis-Antoine de Pardaillan de Gondrin, vévoda z Antinu (5. září 1665 – 14. května 1736), ⚭ 1686 Julie Françoise de Crussol (17. listopadu 1669 – 6. července 1742)

Na podzim roku 1666 se poznala s králem Ludvíkem XIV., který tehdy již byl znuděn svou tehdejší favoritkou Louisou de La Vallière. Jeho milenkou se Françoise stala v roce 1667. Když se to její manžel dozvěděl, způsobil na dvoře velký skandál, jehož výsledkem ovšem bylo pouze to, že byl uvězněn ve For-l'Évêque a posléze vypovězen na své statky.
V letech 1667–1679 byla Madame de Montespan oficiální milenkou královou. Obklopila se přepychem a vytvořila kolem sebe skvělý dvůr. V letech 1669–1672 byla kompromitována (ať už důvodně či ne) v tzv. travičské aféře. To od ní postupně vzdálilo krále, jenž se s ní v roce 1679 rozešel. Novou milenkou a v roce 1683 oficiální milenkou Ludvíka XIV. se stala Madame de Maintenon, původně vychovatelka společných dětí krále a Madame de Montespan.
Françoise porodila králi sedm dětí, které sice nebyly uznány jako součást královské rodiny, tato skutečnost však byla kompenzována vysokými šlechtickými tituly, jež jejich původ legitimizovaly:
- První dítě porodila v tajnosti (žilo 1669–1672); není jisté, zda šlo o děvče jménem Louise-Françoise, nebo o chlapce, jehož jméno není známo,
- Louis Auguste de Bourbon, vévoda z Maine (31. března 1670 – 14. května 1736), ⚭ 1692 Luisa Benedikta Bourbonská (8. listopadu 1676 – 23. ledna 1753)
- Ludvík César, hrabě z Vexin (20. června 1672 – 10. ledna 1683), opat v Saint-Denis a Saint-Germain-des-Prés
- Luisa Františka Bourbonská, Mademoiselle de Nantes (1. června 1673 – 16. června 1743), ⚭ 1685 Ludvík III. Bourbon-Condé (10. listopadu 1668 – 4. března 1710), kníže z Condé
- Luisa Marie Anna Bourbonská, Mademoiselle de Tours (12. listopadu 1674 – 15. září 1681)
- Františka Marie Bourbonská, druhá Mademoiselle de Blois (25. května 1677 – 1. února 1749), manželka Filipa Orleánského, po smrti Ludvíka XIV. regenta Francie
- Louis Alexandre de Bourbon, hrabě z Toulouse (6. června 1678 – 1. prosince 1737), generál, admirál, nejvyšší lovčí Francie, ⚭ 1723 Marie Viktorie z Noailles (6. května 1688 – 30. září 1766)

Výchovou svých dětí pověřila Françoise Montespanová paní Scarronovou, pozdější Madame de Maintenon, která se posléze stala její rivalkou a přítelkyní krále.
V roce 1683 již madame de Montespan nefigurovala jako favoritka krále, nehodlala však opustit dvůr. Pokračovala ve svém způsobu života, pořádajíc grandiózní slavnosti a žijíc stále nad své možnosti.
V roce 1685 se její dcera Mademoiselle de Nantes provdala za vévodu de Bourbon, Ludvíka III. de Bourbon-Condé. V roce 1692 se její syn vévoda z Maine oženil s vnučkou vévody Condé a její dcera Mademoiselle de Blois se provdala za vévodu de Chartres, králova synovce. Françoise de Montespan byla velmi pyšná na vynikající sňatky svých dětí; vyjádřila se, že postavení, jehož dosáhly, je to jediné, co ji zajímá.
V 1691 odešla z Versailles do Paříže, kde žila osamělým a zbožným životem až do své smrti v roce 1707.
Její starší bratr Louis de Rochechouart, 2. vévoda de Mortemart (1636–1688) vynikl účastí ve válkách Ludvíka XIV. a dosáhl hodnosti maršála Francie (1675).